# South Pacific (1958)
South Pacific (Alternativtitel: Süd Pazifik) ist ein US-amerikanisches Filmmusical von Joshua Logan aus dem Jahr 1958. Er ist die Verfilmung des Broadway-Musicals South Pacific von Richard Rodgers und Oscar Hammerstein II. In den USA ein Klassiker, war der Film auf dem europäischen Markt nur in Großbritannien ein Erfolg.

## Handlung
Auf einer Insel im südlichen Pazifik verliebt sich die Krankenschwester Nellie Forbush – im Range eines Leutnants – während des Zweiten Weltkrieges in den französischen Plantagenbesitzer Emile de Becque, der wesentlich älter als sie ist. Währenddessen beklagen die dort stationierten amerikanischen Seeleute unter der Führung des umtriebigen Luther Billis die Abwesenheit von Frauen und von Kampfhandlungen, die sie von der bedrückenden Langeweile befreien würden. Da erscheint Leutnant Joe Cable vom United States Marine Corps auf der Insel, um an einem gefährlichen Spionageunternehmen teilzunehmen, das dem Kampf gegen die Japaner eine Wende geben könnte. Billis überzeugt Leutnant Cable, ihn auf die geheimnisvolle Insel Bali Ha'i mitzunehmen, weil diese nur von Offizieren besucht werden darf. Dort macht „Bloody Mary“, eine einheimische Souvenirhändlerin, Cable mit ihrer Tochter Liat bekannt, und die beiden verlieben sich ineinander.
Allerdings geraten beide Paare wegen ethnischer Vorurteile in Schwierigkeiten. Nellie willigt zunächst ein, Emile zu heiraten. Als sie jedoch erfährt, dass er mit einer polynesischen Frau verheiratet war und von ihr zwei Kinder hat, geht Nellie wegen ihrer rassistischen Vorurteile wieder auf Distanz. Zugleich weigert sich Cable, Liat zu heiraten – ebenso wegen ihrer ethnischen Herkunft, da es undenkbar für einen amerikanischen Offizier ist, eine Polynesierin zu heiraten. Obwohl Nellie und Cable sich der Bigotterie ihrer Einstellungen bewusst sind und sich dafür schämen, meinen sie, wegen des gesellschaftlichen Drucks keine andere Wahl zu haben.
Niedergeschlagen und in dem Gefühl, nichts mehr verlieren zu können, begleitet Emile Cable auf dessen gefährlichen Mission, die soweit erfolgreich ist, als die beiden Nachrichten über feindliche Aktionen zum Stützpunkt funken können. Cable wird während der Mission getötet, was Emile über Funk meldet, dann bricht der Kontakt ab und auch er gilt als tot. Die militärische Führung startet die Operation Alligator, und die bisher untätig herumsitzenden Seeleute werden samt ihrem Wortführer Luther Billis in den Kampf geschickt. Nellie – im Glauben, dass Emile tot ist – überwindet ihre Vorurteile und kümmert sich um seine Kinder. Da kehrt Emile überraschend lebend zurück und so wird aus Nellie, Emile und den Kindern eine glückliche Familie.

## Trivia
Die Rollen von Bloody Mary und Liat werden nicht von Polynesierinnen verkörpert, sondern von Schauspielerinnen mit anderer ethnischer Herkunft. Die Amerikanerin Juanita Hall (Bloody Mary) hatte einen afroamerikanischen Vater und eine irisch-amerikanische Mutter, die Französin France Nuyen (Liat) hat eine französische Mutter und einen aus Vietnam stammenden Vater.
Rossano Brazzi (Emile de Becque) war kein Franzose, sondern Italiener.

## Soundtrack
Der 1958 erschienene Soundtrack zum Film konnte sich an der Spitze der US-amerikanischen Billboard 200 über mehrere Wochen halten und war ein kommerzieller Erfolg. Die Reihenfolge der Stücke entspricht nicht derer des Filmes. Die Musik zum Film erschien auf LP sowie CD und als Download.
1. South Pacific Overture (3:03)1
2. Dites-moi (1:19)
3. A Cockeyed Optimist (1:45)
4. Twin Soliloquies/Some Enchanted Evening (5:53)
5. Bloody Mary (1:57)
6. My Girl Back Home (1:42)
7. There Is Nothin' Like a Dame (3:50)
8. Bali Ha'i (3:41)
9. I’m Gonna Wash That Man Right Outa My Hair (2:56)
10. I’m in Love with a Wonderful Guy (3:23)
11. Younger Than Springtime (4:59)
12. Happy Talk (3:46)
13. Honey Bun (1:48)
14. You’ve Got to Be Carefully Taught (1:15)
15. This Nearly Was Mine (2:12)
16. Finale (2:58)

## Auszeichnungen
Der Film war ein großer Erfolg an den Kinokassen und erzielte einen Gewinn von mehr als 36 Millionen Dollar. Dazu trug auch die enorme Popularität des Musicals bei.
Oscarverleihung 1959
Gewonnen:
- Ton (Fred Hynes)

Nominiert:
- Kamera (Farbfilm)
- Musik (Scoring of a Musical Picture)

Golden Globe Awards 1959
- Bester Film – Musical (Nominierung)
- Beste Hauptdarstellerin – Musical/Komödie (Mitzi Gaynor) (Nominierung)